# Limas
Limas este o comună în departamentul Rhône din sud-estul Franței. În 2009 avea o populație de 4.404 de locuitori.

## Evoluția populației
| An        | 1975  | 1982  | 1990  | 1999  | 2006  | 2009  |
| --------- | ----- | ----- | ----- | ----- | ----- | ----- |
| Populație | 3.216 | 3.463 | 3.652 | 4.151 | 4.394 | 4.404 |